# Le Favori des dieux
Le Favori des dieux (The Fortune's Favourites) est un roman historique écrit par Colleen McCullough en 1995. En français, il a été publié en deux volets, le premier étant celui-ci et le second La Colère de Spartacus. Il est également la suite de La Couronne d'herbe.
Il s'agit du troisième roman de la fresque historique Les Maîtres de Rome.

## Résumé
Le roman débute en 83 av. J.-C., trois ans après la mort de Marius. À la suite de sa guerre victorieuse contre Mithridate, Sylla débarque en Italie où l'attendent les Marianistes qui dirigent Rome et dont le chef est Gnaeus Papirius Carbo. Sylla a avec lui d'importants alliés dont Marcus Licinius Crassus, un spéculateur romain un peu escroc, et Pompée, qui dirige les troupes de feu son père Pompée Strabo. 
C'est un an plus tard que les comptes se règlent entre les deux partis. Carbo est alors consul associé avec le jeune Marius, fils du grand Marius. Carbo prend le contrôle de l'armée du nord et confie à Marius les légions qui doivent affronter Sylla en Campanie. Marius est battu très facilement à Sacriportus et s'enferme dans la forteresse de Praeneste que Sylla s'empresse d'assiéger. En attendant la conclusion du siège, le général romain va affronter l'armée de Carbo à Clusium. Aidé de Pompée et de Crassus, il écrase l'armée de Carbo. Celui-ci est en fuite mais il est rattrapé et exécuté. Praeneste est finalement prise, Marius le Jeune est exécuté à son tour. 
Sylla revient à Rome, se fait nommer dictateur pour un temps indéterminé. Une liste de proscrits est rendue publique: une récompense est promise à ceux qui les tueront. L'un des plus menacés est le jeune César, flamen Dialis depuis le septième consulat de Marius. Depuis ce temps, il est également marié à la fille de Cinna, un ancien adversaire de Sylla. Pour garder sa charge, celui-ci lui annonce qu'il devra s'en séparer. César refuse, au grand dam de Sylla. Redoutant sa colère, il s'enfuit de Rome mais tombe malade  en traversant les Apennins. Aurelia, sa mère, va défendre la cause de César devant Sylla. Sylla hésite longtemps mais décide finalement de lui faire grâce. Il le démet de sa charge puis l'envoie en Asie participer à une guerre contre Mytilène qui s'est révoltée contre Rome.
Pendant que César fait ses premières armes, Sylla entame une réforme profonde des institutions romaines qui renforce grandement le pouvoir du sénat et affaiblit celui des tribuns de la plèbe. Finalement, certain que Rome s'écroulera avant 30 ans, quand il ne sera plus là, il abdique en juillet en 79 av. J.-C. et reprend la vie de débauche qu'il a menée dans sa jeunesse. Il meurt quelques mois plus tard.

## Les principaux personnages
- Lucius Cornelius Sylla : maître de Rome.
- Pompée : général originaire du Picenum. Allié de Sylla.
- Cnaeus Papirius Carbo : chef du parti marianiste. Adversaire de Sylla.
- Caius Licinus Verres : questeur de Carbo. Il le quitte en lui volant 600 000 sesterces.
- Marcus Licinius Crassus : allié de Sylla.
- Quintus Caecilius Metellus Pius dit le Goret : ami de Sylla.
- Marcus Junius Brutus : partisan de Carbo. Père de Marcus Junius Brutus, futur assassin de César.
- Servilia Caepionis : épouse du précédent.
- Aurelia : mère de César.
- Jules César : flamen Dialis.
- Marius le Jeune : fils de Caius Marius.
- Mamercus Aemilius Lepidus Livianus : gendre de Sylla.
- Cornelia Sylla : femme du précédent.
- Metella Dalmatica : femme de Sylla.
- Cinnilla : femme de César.
- Marcus Tullius Cicéron : jeune avocat brillant plein d'avenir.
- Nicomède III : roi de Bithynie.

## Référence
- Colleen McCullough. Le Favori des dieux. Éditions L'Archipel. 1996. 462 p.